# راندي سميث (لاعب هوكي الجليد)
راندي سميث (بالفرنسية: Randy Smith)‏ (و. 1965  م) هو لاعب هوكي الجليد كندي، ولد في ساسكاتون، شارك في الألعاب الأولمبية الشتوية 1992.

## روابط خارجية
- راندي سميث على موقع دوري الهوكي الوطني (الإنجليزية)
- راندي سميث على موقع EliteProspects.com (الإنجليزية)
- راندي سميث على موقع Eurohockey.com (الإنجليزية)
- راندي سميث على موقع HockeyDB.com (الإنجليزية)
- راندي سميث على موقع Hockey-Reference.com (الإنجليزية)
- راندي سميث على موقع أوليمبيديا (الإنجليزية)